# Oihuka
Oihuka es una discográfica independiente fundada en el País Vasco a mediados de los años 1980. Fue fundada por Marino Goñi. En 1987 absorbió todo el catálogo de la desaparecida Soñua (también fundada por Goñi). Actualmente está dirigida por Ritxi Aizpuru.
Aunque Oihuka no es una discográfica especializada en ningún género musical en concreto ha editado grupos de música rock, punk, heavy, reggae, rap o pop; Oihuka sí está especializada en grupos de música del País Vasco y Navarra. Durante los ochenta fue una discográfica pionera en el denominado rock radical vasco y en su catálogo se encuentran las más importantes bandas del género como La Polla Records, Kortatu, Baldin Bada, Barricada o M.C.D.

## Bandas en catálogo
| - Ambulance - Arawak - Asier Serrano - Atom Rhumba - Axular DJ - Bad F-Line - Baila Nelly - Baldin Bada - Barricada - Brigada Slam - Cicatriz - Conflict Noise - Crin de Crines - Delirium Tremens - Des-Kontrol - Disturbio - Doctor Deseo - Ehiztari - Ehun Kilo - Eskorbuto - Etsaiak - Flyin' Freak - Gatibu - Gatillazo | - Gose - Harlax - Haurtzarrak - Hertzainak - Idi Bihotz - Ikus - Íleon - Josi y los Javis - Jotakie - Jousilouli - Kaotiko - Kauta - Ke Rule - Keike - Ken Zazpi - Kortatu - KUDAI - La Lengua de Trapo - La Polla Records - Labrit - Lacaza - Larrua Truck - Laseda - Latzen | - Lau Behi - Lau Hitzal - Leize - Los Bichos - Los Moñas - M.C.D. - Mala Fama - Marruma - Materia - Matraka - Mugatik - Muted - Nahi Ta Nahiez - Nok - Panteras Negras - Parasma - Patagonia - Pin Pan Pun Band! - Platero y Tú - Potato - Potemkin - Potrotaino - Pottor's - Psicosis | - Rabia - Rhune - Sasoi Ilunak - Sedientos - Sen - Sioux - Soziedad Alkoholika - Surfin Kaos - Sustraia - Tahúres Zurdos - Taxi Karlo - The Uski's - Tijuana in Blue - Trepi eta Arawak - Txapelpunk - Txuma Murugarren - Urgabe - Urtz - Vulpes - Zapozain - Zea Mays - Zer Bizio? - konplot villarta |